# 児童文学作家一覧
児童文学作家一覧（じどうぶんがくさっかいちらん）は、五十音順の児童文学作家の一覧である。
Wikipedia内にリンク先が無い赤字作家含む著作情報は外部リンクの国立国会図書館での検索もご利用ください。

## 日本

### あ
| あ - 青木和雄 - 青山季市 - 赤木由子 - 赤座憲久 - 赤坂三好 - 赤羽末吉 - 芥川耿子 - 浅川じゅん - 浅田宗一郎 - あさのあつこ - あさのますみ - 阿部夏丸 - あべ弘士 - 阿部よしこ - 天沢退二郎 - 天沼春樹 - あまんきみこ - 新木恵津子 - 安房直子 - 安東みきえ - 安藤美紀夫 | い - 李慶子 - イ・サンクム - 飯田栄彦 - 飯野和好 - 池澤夏樹 - 池田浩彰 - 池田美代子 - 伊沢由美子 - いしいしんじ - 石井桃子 - 石井睦美 - 石川宏千花 - 石崎洋司 - 石森延男 - 泉啓子 - 泉久恵 - 市川朔久子 - 市川宣子 - 伊藤たかみ - 伊藤貴麿 - 伊藤永之介 - いとうひろし - 伊藤充子 - 伊藤遊 - 糸永えつこ - 糸賀美智子 - 稲垣昌子 - 稲吉紘実 - いぬいとみこ - 猪野省三 - 井上こみち - 井上林子 - 井江春代 - 今井恭子 - 今泉吉晴 - 今江祥智 - 今西乃子 - 今西祐行 - 今村葦子 - 今森光彦 - 入江好之 - 岩崎京子 - 岩瀬成子 - 岩田道雄 - いわままりこ - いわむらかずお - 岩本敏男 - 巖谷小波 - 岩神愛 | う - 上沢謙二 - 上野瞭 - 上橋菜穂子 - 魚住直子 - 宇田川優子 - 歌代朔 - 打木村治 - 内田庶 - 内田莉莎子 - 内田麟太郎 - 宇野和子 - 漆原智良 | え - 江國香織 - 江崎雪子 - 江副信子 - エムナマエ - 遠藤公男 - 遠藤寛子 | お - 及川和男 - 大石真 - おおえひで - 大竹伸朗 - 大谷美和子 - 大塚篤子 - 大西伝一郎 - 大西暢夫 - 大庭桂 - 大原興三郎 - 大海赫 - 丘修三 - 岡信子 - 丘文子 - 岡田依世子 - 岡田貴久子 - 岡田淳 - 岡田なおこ - 岡沢ゆみ - 岡本良雄 - 小川英子 - 小川みなみ - 小川未明 - 沖井千代子 - 荻原規子 - 奥田継夫 - 奥山かずお - 小栗かずまた - 小笹正子 - 小沢聡 - 小沢正 - 長田弘 - 落合聡三郎 - 越智田一男 - 乙骨淑子 - 鬼塚りつ子 - 小野州一 - おのちゅうこう - 小野恭靖 - 小納弘 - 尾上尚子 - 小野木学 - 小野寺悦子 |

### か
| か - 香川茂 - 柿本幸造 - 角田雅子 - 角田光男 - 角田光代 - かこさとし - 樫崎茜 - 柏葉幸子 - 風野潮 - 片川優子 - 角野栄子 - かつおきんや - 加藤純子 - 加藤多一 - 加藤明治 - 金治直美 - 金原徹郎 - 上條さなえ - 香山彬子 - 川北亮司 - 川崎大治 - 川島えつこ - 川島誠 - 川嶋康男 - 川田進 - 川村たかし - 河合二湖 - 河原潤子 - 河俣規世佳 - 河本緑石 - 川原田徹 - 菅忠道 - 神沢利子 - 菅野雪虫 - 神戸俊平 | き - 菊池俊 - 菊池正 - 菊永謙 - 木坂涼 - きざきかおる - 如月かづさ - 岸武雄 - 木地雅映子 - 岸田衿子 - 岸本進一 - 北川幸比古 - 北川チハル - 北川千代 - 北畠八穂 - 北村けんじ - 北村想 - 北村寿夫 - 北原樹 - きたやまようこ - 木之下のり子 - きみはらなりすけ - 木村小舟 - 木村幸子 - 木村裕一 | く - 日下実男 - 草野たき - 楠木誠一郎 - 朽木祥 - 工藤直子 - 国松俊英 - 久保喬 - くぼ英樹 - くぼしまりお - 久保田香里 - 熊谷元一 - 熊田千佳慕 - 久米宏一 - 倉橋燿子 - 栗良平 - 来栖良夫 - 黒木まさお - 薫くみこ | け | こ - 高史明 - 小出正吾 - 香坂直 - 上崎美恵子 - 香月日輪 - 河野貴子 - 香山美子 - 小風さち - 国分一太郎 - 木暮正夫 - 小坂しげる - 越水利江子 - 後藤楢根 - 後藤竜二 - 小西正保 - 小浜ユリ - 小林清之介 - 小林豊 - 小宮山量平 - 小森香折 - 小山勝清 - こやま峰子 - こわせたまみ |

### さ
| さ - 斎藤惇夫 - 齊藤慶輔 - 斎藤隆夫 - 斉藤洋 - 斎藤了一 - 斎藤隆介 - 佐伯千秋 - 早乙女勝元 - 阪田寛夫 - 坂元純 - 坂本のこ - さがわみちお - 佐川芳枝 - 桜井信夫 - 桜田佐 - 佐々木赫子 - 佐々木たづ - 佐々木ひとみ - ささめやゆき - 笹生陽子 - 佐藤州男 - 佐藤さとる - 佐藤多佳子 - さとうまきこ - 佐藤まどか - 佐藤通雅 - さなともこ - さねとうあきら - 佐野美津男 - 佐野洋子 - 皿海達哉 - 沢井いづみ - 沢田俊子 | し - しかたしん - 芝田勝茂 - 柴田道子 - 柴村紀代 - 渋谷愛子 - 島田ばく - 下畑卓 - 生源寺美子 - 勝田紫津子 - 庄野英二 - 白井三香子 - 白木茂 - 次良丸忍 - 新川和江 - 新開ゆり子 - 神宮輝夫 - 新沢としひこ - 新庄節美 - 新藤悦子 | す - 末吉暁子 - 杉みき子 - 杉本深由起 - 杉山亮 - 菅生浩 - 鈴木悦夫 - 鈴木喜代春 - スズキコージ - 鈴木妙子 - 鈴木隆 - 鈴木浩彦 - 鈴木三重吉 - 鈴木実 - 鈴木義治 - 鈴原研一郎 - 須知徳平 - すとうあさえ - 須藤克三 - 砂田弘 - 住井すゑ - 巣山ひろみ | せ - 瀬尾七重 - せがわきり - 瀬川昌男 - 瀬川康男 - 瀬田貞二 - 関英雄 - 関田涙 | そ - 征矢清 |

### た
| た - 高垣眸 - 高木あきこ - 高木敏子 - タカシトシコ - たかしよいち - 高田桂子 - 高田由紀子 - 高楼方子 - 高橋うらら - 高橋忠治 - 高橋秀雄 - 高橋宏幸 - 武井武雄 - 武井岳史 - 竹内もと代 - 竹川正夫 - 武川みづえ - 竹崎有斐 - 竹下文子 - 武田英子 - 武谷千保美 - 竹田まゆみ - 竹田道子 - 武田美穂 - 竹貫直次 - 竹野栄 - 竹見嶺 - 立原えりか - 橘達子 - たつみや章 - 立石彰 - 田中秀幸 (児童文学作家) - 田中文子 - 谷真介 | ち - 千江豊夫 - 長新太 - 千葉省三 - 千葉幹夫 | つ - 司修 - 塚原健二郎 - 土家由岐雄 - つちやゆみ - 筒井敬介 - 壺井栄 - 坪田譲治 - 坪田理基男 - 鶴岡千代子 - 鶴田知也 - 鶴見正夫 | て - 寺島俊治 - 手島悠介 - 寺村輝夫 | と - 戸川幸夫 - ときありえ - 戸田和代 - 戸塚廉 - 富安陽子 - 豊田巧 |

### な
| な - 永井萠二 - 永井鱗太郎 - 中尾彰 - なかがわちひろ - 中川正文 - 中川李枝子 - 長崎源之助 - 長崎夏海 - 中澤晶子 - 中島晶子 - 中島信子 - 中田よう子 - 中谷千代子 - 中西翠 - 長久真砂子 - 名木田恵子 - 長野まゆみ - 中脇初枝 - 梨木香歩 - 梨屋アリエ - 那須正幹 - 那須田淳 - 那須田稔 - 奈街三郎 | に - 新美南吉 - にしがきようこ - 錦織友子 - にしざきしげる - 西沢正太郎 - 西村滋 - 西村祐見子 - 西本鶏介 - 西山敏夫 - 二反長半 - 二宮由紀子 | ぬ | ね | の - 野口すみ子 - 野中ともそ - 野長瀬正夫 - 野火晃 - 野辺地天馬 - 野本瑠美 |

### は
| は - 灰谷健次郎 - 橋本ときお - 長谷健 - 長谷川集平 - 長谷川摂子 - 長谷川博 - 畠山重篤 - 蜂飼耳 - 蜂屋誠一 - 花岡大学 - 花形みつる - 羽生田敏 - 帚木蓬生 - 浜たかや - はまみつを - 浜田けい子 - 浜田廣介 - 浜野えつひろ - 濱野京子 - 浜野卓也 - 林信太郎 - 林多加志 - はやみねかおる - 早船ちよ - はらまさかず - 原ゆたか - 原田一美 - はらだゆうこ | ひ - 比嘉富子 - ひこ・田中 - ひしいのりこ - 肥田美代子 - 日向理恵子 - 日野多香子 - 日比茂樹 - 平方浩介 - 平塚武二 - 廣嶋玲子 | ふ - 深沢邦朗 - 深沢美潮 - 福川祐司 - 福田清人 - 福田庄助 - 福田隆浩 - 福永令三 - 藤江じゅん - 武鹿悦子 - 藤川幸之助 - 藤咲あゆな - 藤崎康夫 - 藤田圭雄 - 藤田のぼる - 藤野恵美 - 藤牧久美子 - 船木枳郎 - 舟崎克彦 - 舟崎靖子 - 古田足日 | へ - 別役実 | ほ - 星あかり - 堀直子 - 堀内純子 - 堀米薫 - 本多明 |

### ま
| ま - 前川康男 - 牧瀬かおる - 牧原辰 - 牧野節子 - 槇本楠郎 - 升井純子 - 松居スーザン - 松居友 - 松居直 - 松岡一枝 - 松岡達英 - 松谷みよ子 - 松成真理子 - 松林清明 - 松原きみ子 - 松本祐子 - 松野正子 - 松原秀行 - 松原由美子 - 間中ケイ子 - 真鍋和子 - まはら三桃 - 丸井祐子 | み - みおちづる - 三木澄子 - 三木卓 - 水島あやめ - 美田徹 - 三田村信行 - 三津麻子 - 宮川ひろ - 宮口しづえ - 溝江玲子 - 水上不二 - みづしま志穂 - 緑川聖司 - 皆川博子 - 三宅知子 - 宮沢賢治 - 宮下恵茉 - 宮下和男 - 宮下すずか - 宮中雲子 - 宮原晃一郎 - 宮本延春 - 宮脇紀雄 - 三輪裕子 | む - 椋鳩十 - 村上しいこ - 村上康成 - 村中李衣 - 村山早紀 | め | も - 茂市久美子 - 最上一平 - 茂木宏子 - 望月正子 - もとしたいづみ - もとやまゆうほ - 森一歩 - 森絵都 - 森忠明 - 森宣子 - 森はな - もりひさし - 森百合子 - 森山京 |

### や
| や - やえがしなおこ - 八木田宜子 - 矢崎節夫 - 矢島稔 - 矢玉四郎 - 八束澄子 - 椰月美智子 - やなぎやけいこ - やなせたかし - 山口理 - 山口タオ - 山口勇子 - 山里るり - 山下明生 - 山下夕美子 - 山田田町 - 山中恒 - 山主敏子 - 山部京子 - 山村輝夫 - 山本和夫 - 山本藤枝 - 山本真理子 (児童文学者) - 山元護久 |  | ゆ - 結城昌子 - 柚木象吉 - 柚木真理 - 湯本香樹実 - 由利聖子 |  | よ - 横沢彰 - 横谷輝 - 横山充男 - 吉田甲子太郎 - 吉田タキノ - 吉田定一 - 吉田とし - 吉田比砂子 - 吉田道子 - 吉野源三郎 - 吉橋通夫 - 吉村夜 - 吉本直志郎 - 与田準一 - 米川みちこ - 米沢幸男 |

### ら
| ら | り - 寮美千子 | る | れ - 令丈ヒロ子 | ろ |

### わ
| わ - わかやまけん - 若林利代 - 和田英昭 - 和田茂 - 和田登 - 渡辺三郎 (児童文学者) - 渡辺茂男 - わたなべめぐみ - 渡辺わらん - 童みどり - わたりむつこ |

## アジア
インド
- ビーシュム・サーヘニー
- アルプ・クマル・ダッタ
- サタジット・レイ

韓国
- イ・ヨンド
- チョン・ミンヒ （ジョン・ミンヒ）
- 黄善美（ファン・ソンミ）

中国
- 湯素蘭

## 欧米・オセアニア

### あ
| - デイヴィッド・アーモンド - アンデルセン - ローレンス・イェップ - ヨシコ・ウチダ | - イソップ - ラルフ・イーザウ - ウィーダ | - ジョーン・エイキン - ミヒャエル・エンデ - ウィルバート・オードリー |

### か
| - エリック・カール - ヴェニアミン・カヴェーリン - E・L・カニグズバーグ - エレノア・カメロン | - シルヴァーナ・ガンドルフィ - ルイス・キャロル - グリム兄弟 - ジェームズ・クリュス | - ケネス・グレアム - ラドヤード・キップリング - ハーディー・グラマトキー - エーリッヒ・ケストナー |

### さ
- アレン・セイ
- アントワーヌ・ド・サン＝テグジュペリ
- シェル・シルヴァスタイン

### た
- ロアルド・ダール
- ショーン・タン
- トマス・M・ディッシュ
- リザ・テツナー
- ウィリアム・ペン・デュボア
- マーク・トウェイン
- P・L・トラヴァース
- J・R・R・トールキン

### な
- イーディス・ネズビット
- スターリング・ノース

### は
| - パーヴェル・バジョーフ - トールモー・ハウゲン - キャサリン・パターソン - バージニア・リー・バートン - フィリパ・ピアス - ヴィタリー・ビアンキ - エリナー・ファージョン | - ポール・フライシュマン - シド・フライシュマン - イーニッド・ブライトン - レイモンド・ブリッグズ - エレノア・ブレント＝ダイアー - オトフリート・プロイスラー - クルト・ヘルト | - アンゲラ・ゾンマー・ボーデンブルク - ルーシー・M・ボストン - ビアトリクス・ポター - E・B・ホワイト - マイケル・ボンド |

### ま
- カール・マイ
- カイ・マイヤー
- ジョージ・マクドナルド
- A・A・ミルン
- マウゴジャタ・ムシェロヴィチ
- ジョン・メイスフィールド
- L・M・モンゴメリ

### や
- トーベ・ヤンソン
- ルーネル・ヨンソン

### ら
| - アーサー・ランサム - アストリッド・リンドグレーン - パトリシア・ライトソン - クルト・リュートゲン | - C・S・ルイス - アーシュラ・K・ル＝グウィン - ロイス・ローリー | - J・K・ローリング - ジャンニ・ロダーリ - ヒュー・ロフティング |

### わ
- ローラ・インガルス・ワイルダー